# Изабела Леонарда
Изабела Леонарда (6. септембар 1620.- 25. фебруар 1704) је била италијанска композиторка из Новаре, Италија. Са 16 година одлази у самостан у Новари. Леонарда је била позната по бројним композицијама које је стварала, што је чини једном од најпродуктивнијих женских композитора тог времена.

## Биографија
Ана Изабела Леонарда рођена је 6. септембра 1620. године. Отац јој се звао Ђанантонио Леонарди, а мајка Аполониа. Леонарди су били стара и угледна породица, чији су чланови били важни црквени и грађански званичници у Новари. Изабелин отац који је имао титулу грофа, био је доктор правних наука. 1636. године одлази у самостан у Новари. Тамо је била од изузетног утицаја због имућства њене породице, који су такође били доборочинитељи овог самостана. Леонарда је била изузетно цењена композиторка у свом граду, али њена музика није била толико популарна у осталим деловима Италије. Имала је преко 50 година када је почела редовно да компонује и то баш она дела по којима је позната и дан данас.

## Рад у музици
Изабела Леонарда није била позната као певачица или инструменталиста, али то није умањило њену славу као једнe од најплоднијих композиторки. Образовала се у самостану и написала је преко 200 композиција током свог живота.

### Музичко образовање
Не зна се пуно о њеној музичкој едукацији пре ступања у самостан, али се претпоставља да јој је то било омогућено због високог социо-економског статуса њене породице. Претпоставља се да јој је учитељ био Гаспаро Касати, изузетно талентован, али не и толико популаран композитор, који је радио у катедрали у Новари. У самостану је добила звање magistra musicae односно учитељица музике. Подучавала је друге у самостану и изводила своје композиције.

### Композиције
Леонардина дела укључују примере готово сваког црквеног жанра: мотети и црквени концерти, свети латински дијалози, мисе и сонате. Поред тога писала је музику за соло певаче, хор и гудаче. Написала је неколико соло црквених песама. Постала је популарна по својим инструменталним сонатама.

### Музички стил
У италијанској музици у 17. веку постојала је разлика између Prima pratica и Seconda pratica. Опште образовање у прими није широко доступно женама, међутим Леонарда је образована у формалном контрапункту и користи је у многим својим делима. Леонардина замршена хармонија је један од утицаја у стварању полифоничне музике у самостану као што су то чинили и други италијански композитори у својим самостанима у истом периоду. Овај стил је створио погодну атмосферу за креативност музичара омогућавајући им благу импровизацију.

## Музичке посвете
Скоро сва Леонардина дела носе двоструку посвету- Девици Марији и некој од значајних личности тог времена. У једној од својих посвета Леонарда је изјавила да пише музику не да би стекла заслуге у свету, већ како би сви знали да је посвећена Девици Марији. Међу осталима којима је посвећена њена музика налазе се милански надбискуп и цар Леополд I. Такође је у посвети у Опусу 10 напоменула да је музику писала само у времену које је било издвојено за одмор како не би запоставила своје административне дужности у самостану.